# ワンダフル・タウン (1953年のミュージカル)
『ワンダフル・タウン』（Wonderful Town）は、1953年に初演されたブロードウェイ・ミュージカルである。作曲はレナード・バーンスタイン、台本はジョゼフ・フィールズとジェローム・チョードロフ、歌詞はベティ・コムデンとアドルフ・グリーンによる。

## 構成

### 第1幕
- "Overture"
- "Christopher Street" — Tour Guide and The Villagers
- "Ohio" — Ruth Sherwood and Eileen Sherwood
- "Conquering New York" — Ruth, Eileen, First Cadet, Violet and The Villagers [1]
- "One Hundred Easy Ways" — Ruth
- "What A Waste" — Robert Baker and Associate Editors
- "A Little Bit in Love" — Eileen
- "Pass the Football" — Wreck and The Villagers
- "Conversation Piece" — Ruth, Eileen, Frank Lippencott, Robert and Chick Clark [1]
- "A Quiet Girl" — Robert
- "Conga" — Ruth

### 第2幕
- "My Darlin' Eileen" — Eileen, Drunk and Policeman
- "Swing" — Ruth and Villagers
- "Ohio (Reprise)" — Ruth and Eileen
- "It's Love" — Robert and The Villagers
- "Ballet at the Village Vortex"
- "Wrong Note Rag" — Ruth, Eileen and The Villagers
- "It's Love (Reprise)"

## 代表的な録音
- 1953年：オリジナル・ブロードウェイ・キャスト〔ロザリンド・ラッセル（ルース）〕
2001年に『オン・ザ・タウン』からのセレクションとのカップリングでCD化されている。
- 1958年：CBSのテレビ映画〔ロザリンド・ラッセル（ルース）〕
- 1986年：オリジナル・ロンドン・キャスト〔モーリーン・リンプマン（ルース）〕
- 1998年：スタジオ・キャストによる録音〔カレン・メイソン（ルース）〕
最初の全曲録音。
- 1999年：スタジオ・キャストによる録音〔キム・クリスウェル（ルース）、オードラ・マクドナルド（アイリーン）、トマス・ハンプトン、ロドニー・ギルフリー〕 指揮：サイモン・ラトル、演奏：バーミンガム・コンテンポラリー・ミュージック・グループ
- 2002年：ベルリンでのライブ公演（DVD）録音〔キム・クリスウェル（ルース）、オードラ・マクドナルド（アイリーン）、トマス・ハンプトン、ロドニー・ギルフリー〕 指揮：サイモン・ラトル、演奏：ベルリン・フィルハーモニー管弦楽団
- 2003年：新リバイバル・キャスト〔ドナ・マーフィー（ルース）、ジェニファー・ウェストフェルド（アイリーン）〕
- 2004年：2003年プロダクションの新録音〔ブルック・シールズ（ルース）、ジェニファー・ホープ・ウィルズ（アイリーン）〕
- 2017年：ロンドンでのライブ公演録音 [ダニエル・ドゥ・ニース（ルース）、アリーシャ・アンブレス（アイリーン）、ネイサン・ガン 他]　指揮：サイモン・ラトル、演奏：ロンドン交響楽団